# Bunkern
Das Bunkern ist eine Variante des Speicherns, Pufferns oder Lagerns von kleineren Einzelteilen.
Die Teile liegen im Bunker ungeordnet vor. Wenn sie geordnet vorliegen, spricht man vom Magazinieren. Durch Bunkern werden beispielsweise Schrauben oder Gussstücke in Behältern bevorratet, um sie später in der Fertigung zu nutzen. Um gebunkerte Teile mit automatisierten Anlagen und Maschinen verarbeiten zu können, müssen sie vorher vereinzelt werden, was Probleme bereiten kann. Dafür ist das Bunkern einfach und kostengünstig.
Bunker werden eingeteilt in Bunker mit Werkstückbewegung, die häufig auch zum Entwirren und Vereinzeln genutzt werden, und solche ohne Werkstückbewegung, wie Behälter, Gitterboxen oder Schäferkästen.
Im Einzelnen unterscheidet man zwischen
- Trichterbunker: trichterförmig, Öffnung nach unten
- Schaukelbunker: Eine kippbare Kiste. Beim Kippen verrutschen die Einzelteile, ein einzelnes Teil fällt durch eine Öffnung heraus. Dieses Prinzip wird auch bei vielen Zuckerstreuern angewendet, um eine kleine Menge Zucker zu entnehmen.
- Schöpfbunker: Die Werkstücke werden von oben aus dem Behälter abgeschöpft.
- Kettenaustragsbunker: In den Behälter ragt eine Art Förderband hinein, auf dem sich Erhebungen befinden, an denen die Einzelteile hängenbleiben und aus dem Behälter gefördert werden.
- Nachfüllbunker
- Behälter

Dampflokomotiven bunkerten Brennstoffe und Wasser 
- in einem Schlepptender
- in einem Tender auf der Lokomotive oder
- in einem Stütztender.